# Venus från Gavà

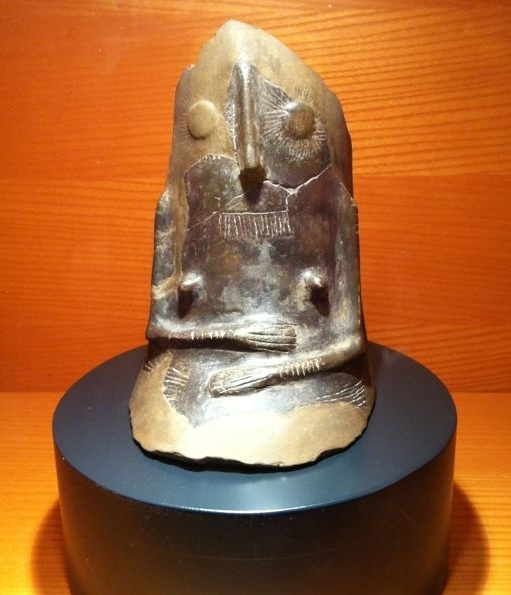
Venus från Gava

Venus från Gavà är en figurin från neolitikum, som upptäckts i Spanien. Venus från Gavà finns på Museu i Mines Prehistòriques de Gavà.
Venus från Gavà är utförd i polerad svart keramik och har måtten 17 x 12 x 13 cm. Den har mönster i relief och utskärningar fyllda med vit massa som återger ögon, näsa och bröst. Armarna har armbågarna böjda och är prydda med armband. Figurinen upptäcktes i malmgrop nr 16 i de förhistoroiska gruvorna i Gavà nära Barcelona och uppskattas vara 5 700 år gammal. 